# Frisk (marque)
Pour les articles homonymes, voir Frisk.
 (mai 2021).
Frisk est une marque de pastilles à la menthe belge lancée en 1986. Elle est fabriquée par la société de confiserie italo-néerlandaise Perfetti Van Melle depuis 1995.

## Histoire

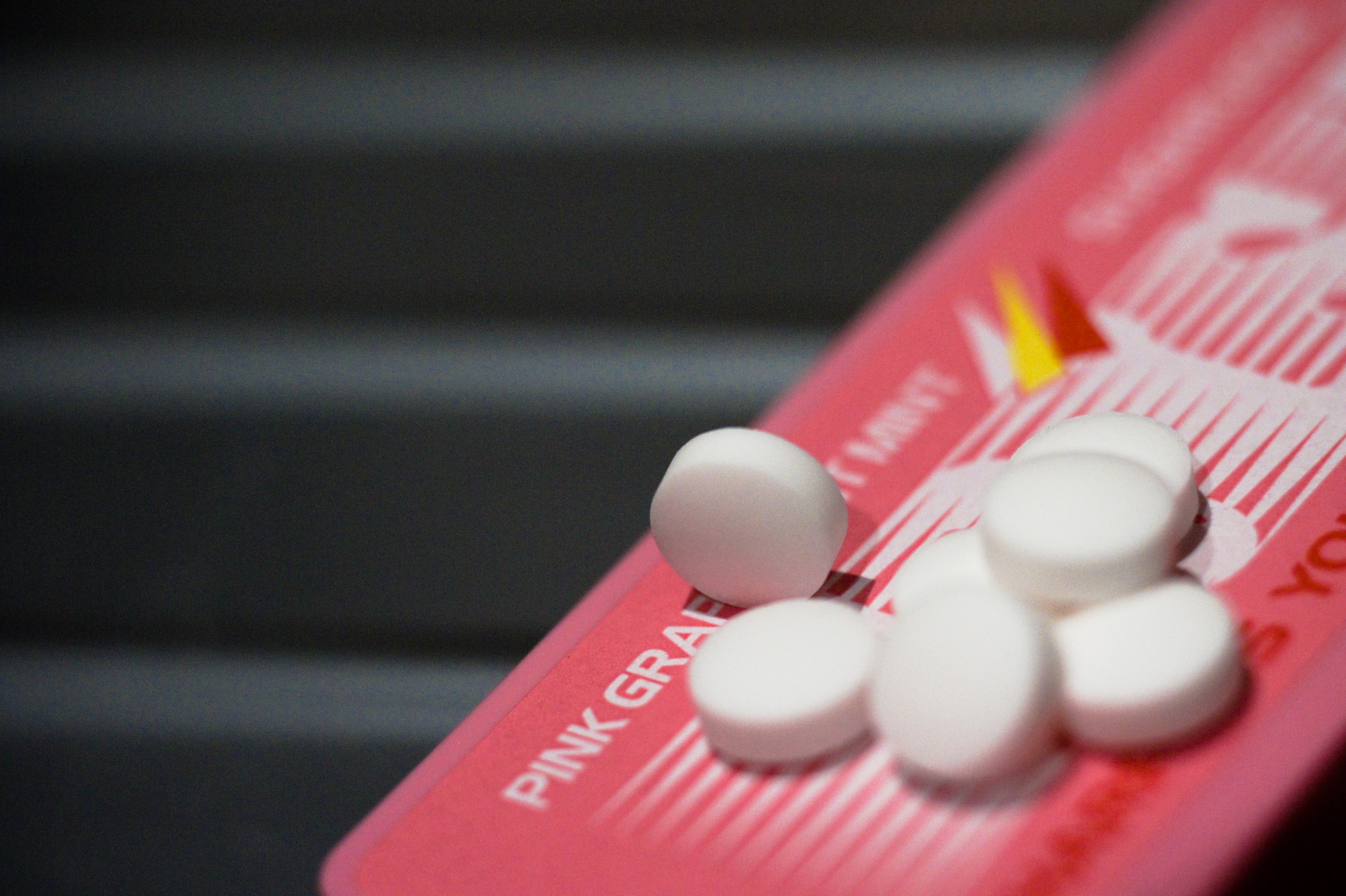
Pastilles au raisin rose Frisk.

Frisk est inventé en 1986 par un homme d'affaires belge originaire de Louvain. La marque devient rapidement profitable, en triplant sa part du marché pour occuper en 2008 30 % du marché des pastilles en Belgique. Frisk était au début destinée aux pharmacies, mais est devenue plus tard grand public. En 1995, Frisk est acquise par Perfetti. Après de nombreuses ententes commerciales avec l'entreprise néerlandaise Van Melle, Perfetti et cette dernière fusionnent en 2001 pour donner Perfetti Van Melle,.
La boîte classique est changée en 2004 pour une boîte à ouverture coulissante, mais le plus grand changement d'identité visuelle survient en 2009, avec l'introduction de la boîte en métal et du nouveau format triangulaire des pastilles. Perfetti annonce en 2014 avoir retiré le dioxyde de titane, un additif considéré comme toxique, de tous leurs produits, incluant les pastilles Frisk. En 2016, Perfetti Van Melle annonce la fermeture de l'usine originale de Frisk à Haasrode, qui marque la perte de 38 emplois.
En 2019, la marque signe un partenariat avec la société de production audiovisuelle Myvisto pour promouvoir deux de ses nouveaux produits sans sucre, les Frisk Power Mints et les Frisk Clean Breath, dans des publicités destinées à internet. Selon Perfetti Van Melle, la campagne est un succès. En 2020, Frisk introduit Frisk White.
Leurs produits sont aujourd'hui vendus au Japon, en France, aux Pays-Bas, en Italie, au Danemark, au Canada, en Belgique et en Norvège. Leur plus grand marché est au Japon.

## Produits
- Frisk Extra Strong : emballage noir
- Frisk Peppermint : emballage bleu
- Frisk Euca Menthol : emballage vert foncé
- Frisk Orange Mint : emballage orange
- Frisk Salmiak Violet : emballage violet
- Frisk Clorophyl : emballage bleu ciel
- Frisk Lime Mint : emballage vert pâle
- Frisk Sweet Mint : emballage azur
- Frisk metal box 5x : emballage métallique avec pastilles doubles (légèrement plus fortes)
- Frisk metal box CleanBreath : emballage métallique avec pastilles triples (très fortes)